# Great Saxham
Great Saxham is een dorp in het bestuurlijke gebied St. Edmundsbury, in het Engelse graafschap Suffolk. Great Saxham  ligt in de civil parish The Saxhams.
De middeleeuwse St Andrew kerk is een monument welke onder de English Heritage valt. Hij dateert uit de late 12e eeuw met uitbreidingen van latere eeuwen. Omstreeks 1869 heeft de kerk een belangrijke verbouwing gekregen. 
In de civil parish The Saxhams zijn 32 monumentale objecten, waaronder in Great Saxham een groot landhuis (Great Saxham Hall) met tuin en theekoepel.
Great Saxham komt in het Domesday Book (1086) voor als 'Sexham'. en als Saxham Magna in 1254.
In 1870-72 telde Great Saxham 270 inwoners.  Heel civil parish The Saxhams telde in 2001 278 inwoners.